# Тупик (фільм, 1998, Україна)
«Тупик» — український художній фільм 1998 року режисера Григорія Кохана.

## Сюжет
Дізнавшись, що кохана побралася з іншим, молодий хлопець дезертирує з війська. Випадково він знайомиться з молодою жінкою, яка працює секретаркою в нового українця. Той зловживає своєю владою, аби скористатися її жіночими принадами. Секретарка за допомогою дезертира шантажує шефа, вимагаючи у нього гроші. Легкий успіх афери переконує їх у можливості безкарного шахрайства. Одночасно на молодого чоловіка влаштовують полювання міліція, наймані вбивці і військкомат…

## У ролях
- Тарас Постніков — Слава Сидоренко
- Ірина Мельник — Інґа
- Юрій Євсюков — Остапчук
- Олександр Онуфрієв — Василь
- Віктор Степанов — Іван Іванович
- Ромуальдас Раманаускас — Валерій Юрійович Шпак
- Олександр Биструшкін — Щур
- Йосип Найдук — баяніст
- Сергій Озіряний — Курт Геніґ
- Сергій Романюк — слідчий
- Андрій Баса — Юрій Бородай
- Олексій Дронніков — епізодична роль
- Наталія Кожевникова — епізодична роль
- Маргарита Кошелєва — Марія, свідок
- Анатолій Кучеренко — епізодична роль
- Катерина Крупенникова — свідок
- Назар Майборода — епізодична роль
- Юрій Потапенко — епізодична роль
- Вадим Самбор — епізодична роль
- Тетяна Курьянова — епізодична роль
- Олександр Слободський — епізодична роль
- Олександр Суворов — епізодична роль
- Олена Хижна — епізодична роль
- Костянтин Шекіта — бандит

## Знімальна група
- Режисер-постановник: Григорій Кохан
- Сценаристи: Андрій Кокотюха, Євген Онопрієнко
- Оператор-постановник: Віталій Зимовець
- Художник-постановник: Василь Заруба
- Звукорежисер: Любов Цельмер
- Композитор: Олег Кива